# Petra Mölstad
Petra Mölstad, född 19 december 1972, är en svensk poet. 
Mölstad debuterade år 2013 med diktsamlingen Införsel på Förlaget Glas och utkom 2020 med Din disciplin på förlaget Anti.
Mölstad har varit månadens diktare i Dagens dikt i Sveriges Radio P1 och hennes poesi har publicerats i ett flertal tidskrifter, exempelvis Ord & Bild, Serum, Ordkonst, MANA, Provins, Ett lysande namn, Floret, forum som Queers Mot Kapitalism, Kultwatch och Riksteaterns Ny text-antologi, antologierna Om detta sjunger vi inte ensamma och Berör och förstör, samt tidningar som Kom Ut, Brand och Socialistisk Debatt.